# Alphonse-Nicolas Lebègue
Pour les articles homonymes, voir Lebègue.
Alphonse-Nicolas Lebègue né en 1814 à Paris et mort le 12 décembre 1885 à Bruxelles est un éditeur, écrivain et patron de presse français établi à Bruxelles.

## Biographie
Alphonse-Nicolas Lebègue est le fils d’Euphrasie Marais et de l’imprimeur et libraire parisien Jean Lebègue, qui exerçait rue des Noyers à Paris (5e arrondissement).
Il est d’abord ouvrier typographe, puis prend la succession de son père. Il doit s’exiler et fonde une imprimerie et maison d’édition en Belgique en 1843. La maison d’édition A.-N. Lebègue et Cie devient l'une des maisons d'édition les plus connues de la capitale belge. Elle publie notamment les œuvres de Pierre Joseph Proudhon. Alphonse-Nicolas Lebègue édite également des cartes, des plans ainsi que des globes terrestres et célestes.
Lebègue constitue en 1854 à Bruxelles la société L’Office de Publicité qui fournit des annonces à des journaux de province, et fonde le journal du même nom avec Brouwet et Eugène Landoy, et Louis Hymans alors rédacteur en chez l'Etoile belge. Elle lance en 1858 un journal hebdomadaire paraissant le dimanche, qui est publié jusqu’en 1890. L’Office de Publicité est « un des organes les plus populaires du parti libéral ». Le journal tire à 19 000 exemplaires en 1861.Proudhon y publie des articles, qui font controverse, contre la propriété littéraire (1858) ou opposés à l’unité italienne (1862). Le journal accueille des écrivains belges, comme Caroline Boussart ou Henriette Langlet.
Alphonse-Nicolas Lebègue est l’oncle d’Henri Lebègue (1856-1938), paléographe français et d’Ernest Lebègue (1862-1943), historien français. Il meurt le 12 décembre 1885 à Bruxelles. Un de ses fils, Jules Lebègue, prend sa succession.

## Œuvre littéraire
À côté de son activité d’éditeur, Lebègue écrit plusieurs ouvrages, souvent des romans à caractère historique. Pendant le second empire, il correspond avec l’éditeur français Hetzel.

### Œuvres d’Alphonse-Nicolas Lebègue
Œuvres d’Alphonse-Nicolas Lebègue :

#### Poésie
- Poésies patriotiques. Les trois journées. Paris, Imprimerie Lebègue, Bruxelles, 1830.

#### Étude de mœurs
- La Vie et ses écueils, étude de mœurs, A-N. Lebègue, Bruxelles, 1865

#### Romans
- Marguerite Carpentier, Office de Publicité, 1868
- Les deux Voleurs et l'Âne, A-N. Lebègue, Bruxelles, 1872
- Marcel, Bruxelles, Office de Publicité, Bruxelles,1874
- Les roueries d'une ingénue,[en collaboration avec Gilbrac], Bruxelles, Lebègue, 1877
- Le père Bronchard, Office de Publicité, Bruxelles, 1877
- La maison de la rue de l'Enfer, Bruxelles, Lebègue, 1877
- Cornélie [en collaboration avec Gilbrac], A-N. Lebègue, Bruxelles, 1879

#### Romans et ouvrages historiques
- Paris, Office de Publicité, Bruxelles, 1870.
- L’héritage des Sommerville [en collaboration avec Gastineau], A-N. Lebègue, Bruxelles, 1870
- Une conspiration sous la Régence, Office de Publicité, Bruxelles, 1878
- Une chronique sous Louis XIV, Office de Publicité, Bruxelles,1878
- L'Eglantine d'or, par le seigneur d'Auchi, Office de Publicité, Bruxelles, 1878
- Une famille cléricale au XIXe siècle [en collaboration avec Gilbrac], A-N. Lebègue, Bruxelles, 1879
- Le dernier des Valois, roman historique,  [en collaboration avec Gilbrac],A-N. Lebègue, Bruxelles, 1880

### Sources
- L'Office de publicité (1854 – 1954), brochure, Office de publicité, Bruxelles, 1954.
- Emmanuelle Boutry : Hetzel – Lebègue, édition commentée de la correspondance d'un éditeur français exilé en Belgique et d'un libraire belge durant le Second Empire, mémoire (dactyl.), Université catholique de Louvain, Louvain-la-Neuve, 1999.